# 专门学校DLS
专门学校DLS（専門学校 デジタル＆ランゲージ 秀林），原名秀林外语专门学校（日语：／）是一所日本的专门学校，位于东京都江东区。由学校法人金井学园设置并运营。学校创立于1988年4月。2023年4月更改校名为专门学校DLS，并改组专业。

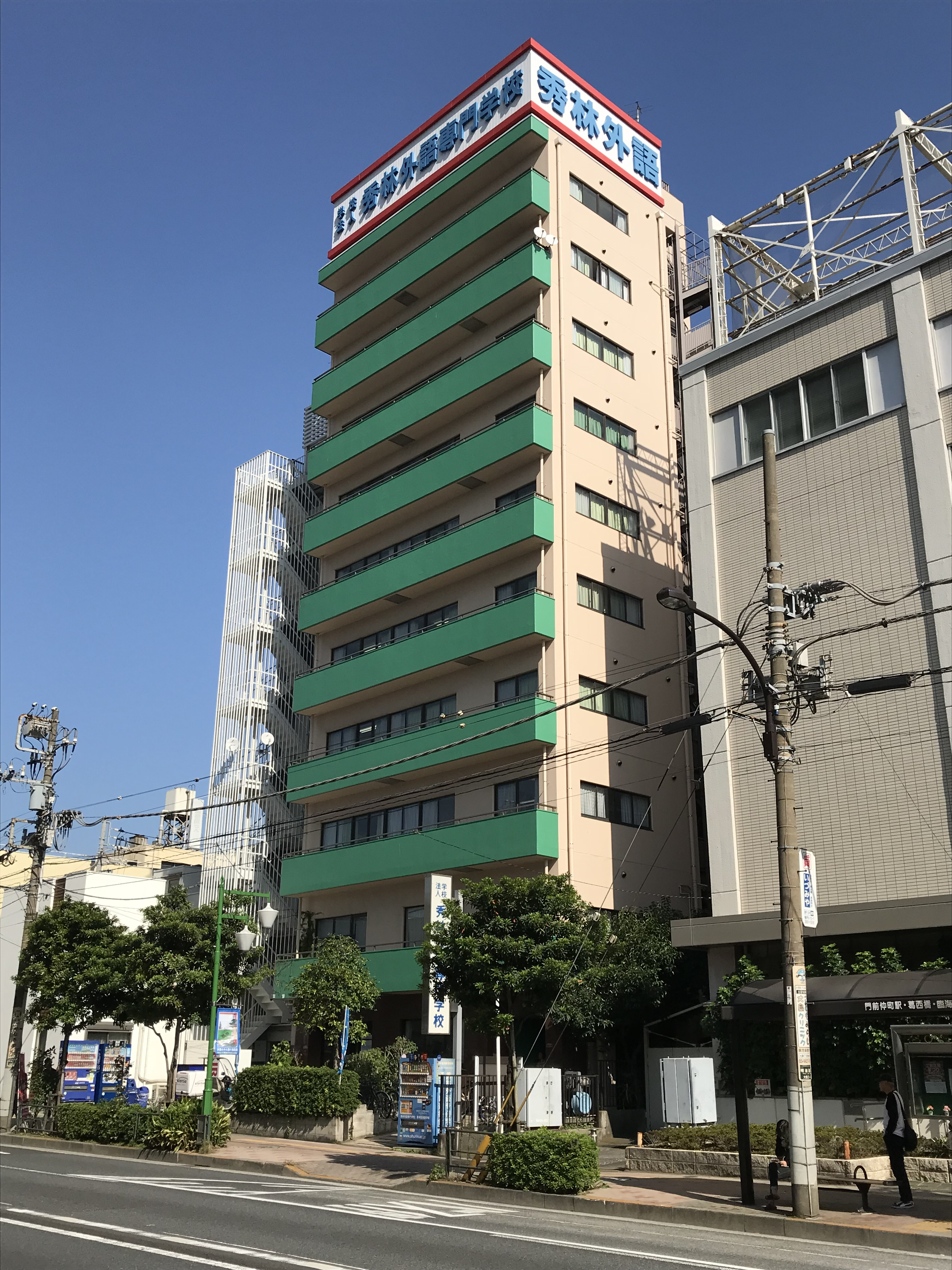
专门学校DLS 龟户校舍

## 设置专业
- IT职业学科
- 韩语学科（韩语课程·IT韩语课程）
- 日中口译・翻译学科
- 日越口译・翻译学科
- 商务日本语学科 [3]

## 附属院校
- 秀林日语学校[4]

## 文化活动
- 学校创立者金熙秀于1980年代出任韩国中央大学理事长，虽然其后中央大学转让至斗山财团，但两校保持姊妹校关系，并有一定的交流。[5][6]
- 学校并设文化传播机构秀林文化财团。[7]
- 除学校教育外，还向一般市民提供韩语课程。

## 教材研发
- 《実践韓国語トレーニング 初級編》（三修社）[8][9]

## 地址
- 〒136-0072 东京都江东区大岛3-4-7

最近车站是JR总武线的龟户站和都营新宿线的西大島站。

## 相关链接
- 秀林外语专门学校 官方网站 （页面存档备份，存于）
- 秀林外语专门学校 官方Twitter账号

## 脚注
1. ↑  .   [2022-07-17]. （原始内容存档于2022-10-04）.
2. ↑  .   [2022-07-17]. （原始内容存档于2021-08-04）.
3. ↑  秀林外語専門学校 - 日本語教育振興協会
4. ↑  . japanese.shurin.ac.jp.   [2023-04-24]. （原始内容存档于2023-04-29） （日语）.
5. ↑  .   [2022-07-17]. （原始内容存档于2022-07-17）.
6. ↑  .   [2022-07-17]. （原始内容存档于2021-09-11）.
7. ↑  在东京 为了共同纪念秀林文化财团10周年、韩国文化院40周年，举办了韩国艺术表演
8. ↑  . 三修社.   [2023-06-02]. （原始内容存档于2023-06-02） （日语）.
9. ↑  . カーリル.   [2023-06-02]. （原始内容存档于2023-06-02） （日语）.